# Ringwall Schellenburg
Der Ringwall Schellenburg ist eine abgegangene, urnenfelderzeitliche Abschnittsbefestigung auf dem Schellenberg zwischen Kinding und Enkering im Landkreis Eichstätt in Bayern. Die Anlage wird als Bodendenkmal unter der Aktennummer D-1-7034-0144 im Bayernatlas als „Siedlung und Abschnittsbefestigung der jüngeren Urnenfelderzeit“ geführt. Bei der Ringwallanlage handelte es sich um eine befestigte Höhensiedlung auf einer 150 mal 300 Meter großen Hochfläche mit doppeltem Abschnittswall und Graben.

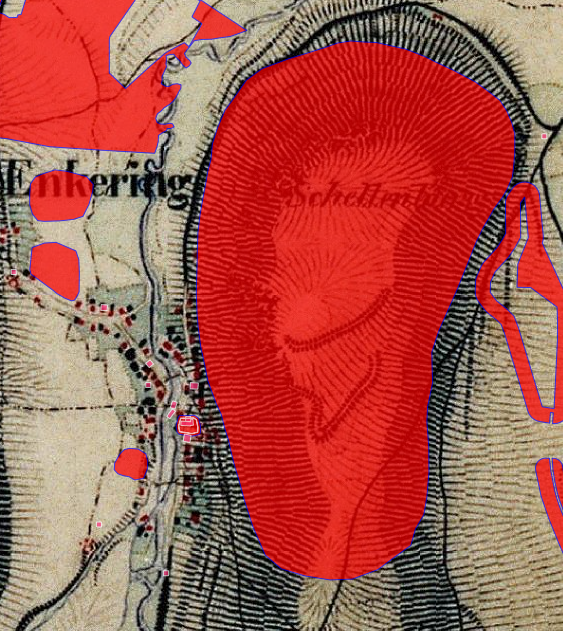
Lageplan von Ringwall Schellenburg auf dem Urkataster von Bayern

## Geschichte
Die Täler beherrschende, natürlich geschützte Lage des Schellenbergs und seine siedlungsgeeignete runde, insgesamt etwa 9,5 ha große Plateaufläche nutzten schon sehr früh die Menschen. Hier wurden Siedlungsspuren unterschiedlicher Dichte von der beginnenden Jungsteinzeit (5000 v. Chr.) bis hin zur späten Urnenfelderzeit um 800 v. Chr. gefunden; danach brach die Siedlungskontinuität ab. Gegen Süden war das zuletzt wohl von einer Dorfgemeinschaft im 9. Jahrhundert genutzte Siedlungsgebiet durch zwei etwa 150 m lange und 4 m hohe Mauern abgesichert worden; sie fielen einem Brand zum Opfer, sind aber heute noch gut als Schuttwälle erkennbar. Diesen Mauern war jeweils ein breiter, flacher Graben vorgelagert. Beide Mauern wurden am Westende durch einen rechten Winkel zur Innenfläche hin geführt und ließen dadurch einen schmalen, gut beherrschbaren Zugang zwischen Mauer und Steilhang frei, der am Ende eine hölzerne Toranlage aufwies. Am Rand des Plateaus existierte eine niedrigere Ringmauer, die von weitem einen burgähnlichen Charakter signalisierte. 1907, als Friedrich Winkelmann, Streckenkommissar der Reichs-Limeskommission, die Anlage entdeckte, führte er dazu die Bezeichnung „Schellenburg“ ein, obwohl hier nie eine Burg im Sinne eines Fürstensitzes stand.
Von den Steilhängen im Osten bietet sich ein weiter Blick über das 100 Meter tiefer liegende Altmühltal, seine Nebentäler und zur Schwarzach.